# Аркесилай III
Аркесилай III — царь древней Кирены из рода Баттидов, правивший в 530—515 годах до н. э.
Аркеласий III был сыном царя Батта III и Феретимы. Получив после 530 года до н. э. власть от отца, он вновь расширил права царя, ограниченные в результате реформ Демонакса.
После покорения Камбизом II в 525 году до н. э. Египта он подчинился Персии и стал платить дань.
Около 518 года до н. э. в ходе восстания Аркеласий III и его мать были изгнаны из города, и бежали к царю Саламина Эвельфону. С его помощью и с помощью самоссцев, он вернулся и вновь овладел властью. После этого Аркесилай стал мстить противникам. Опирался на помощь царя Барки Алазейра, на чьей дочери был женат.
Около 515 года до н. э. Аркесилай III вновь был изгнан, бежал в Барку и там погиб. В Кирене на престол взошёл его сын Батт IV, а регентом стала Феретима